# Djinn
Pour les articles homonymes, voir Djinn (homonymie).
Les djinns (arabe : جِنّ ǧinn, singulier جِنّي ǧinnī ; parfois transcrit jinn) sont des créatures surnaturelles issues de la mythologie arabique préislamique et reprises, plus tard, dans la théologie et la mythologie islamiques. Ils n’existent pas seulement dans la tradition musulmane ; il se peut qu'ils soient issus d'une croyance païenne ou chrétienne ultérieurement absorbée par l'islam, probablement d'origine syrienne.
Selon le Coran, ils sont doués de libre arbitre (et seront jugés avec les humains au jour du jugement), furtifs à l'œil humain et entendables, et ils sont créés à partir de feu sans fumée.
Ils peuvent prendre différentes formes (végétale, animale, ou humaine). Ils sont capables d'influencer spirituellement et mentalement les Hommes (voir possession), mais n'utilisent pas forcément ce pouvoir.

## Dans la tradition musulmane
Pour les musulmans, les djinns représentent une espèce de créatures habitant la Terre qui vit près des points d'eau, dans les déserts et les forêts. Il y aurait dans la tradition islamique au moins une quinzaine de sortes de djinns. Pour se manifester, ils prennent diverses formes (métamorphes), dont celles de l'homme ou des animaux, souvent des serpents. Le mot djinn, ou ʿifrīt (عِفٰرِيتْ) (pluriel : ʿafārīt, عَفَارِيت), désigne d'ailleurs à la fois ces esprits et certaines variétés de serpents. Leurs noms, paroles ou comportements étranges permettent de les distinguer des humains quand ils en prennent leur forme[réf. nécessaire]. Certains de ces esprits étaient, selon les légendes pré-islamiques, les muses des poètes : ce sont les hawāǧis (singulier : hāǧis). Comme les hommes, ils sont organisés en tribus, peuples, royaumes et États. Ils ont des lois et des religions, dont celles de l'homme puisque « certains prophètes ont été envoyés par Dieu pour les djinns et les hommes » comme l'indique le verset coranique :

« Je (Dieu) n'ai créé les Djinns et les Hommes que pour qu'ils M'adorent. »

— [Sourate 51 - Verset 56]
En arabe classique et ancien : (جِنّي) ǧinnī (masculin) (جِنِّية) ǧinniyya (féminin), pluriel : ǧinna ou ǧinn, dans certains dialectes arabes postérieurs ǧinnī, pluriel : ǧnūn. Voir aussi goule (غُولْ).
Les appellations spécifiques des djinns chez les Maghrébins sont :
- les 'Efrits (عِفَارِيت [‘ifārīt]) (de 'ifrīt عِفرِيتْ) : djinns de feu, qui peuplent les mondes souterrains[6].
- les Maritins (مَاَرِدْ [māɾid]) (de Marid مَاَرِدْ) : djinns qui vivent près des cours d'eau[réf. nécessaire].
- les Sylphes (سلف [silf]) : djinns munis d'ailes qui peuplent les cieux (comparables à leurs homonymes gréco-latins).
- les Qarin (قرين, litt. : compagnon) :  « compagnon » assigné à chaque être humain, dont la nature est débattue par les commentateurs, djinn malfaisant pour les uns (qarin min al-jinn) et ange bienfaisant pour les autres (qarin min al-mala'ika)[7].

### Les confréries
À noter que la tradition populaire de la plupart des pays maghrébins, notamment le Maroc, a en son sein diverses confréries plus ou moins mystico-religieuses comme les Gnaouas et les Aissawa, à qui sont prêtés des pouvoirs surnaturels, notamment celui d'exorciste, car ils pratiquent un culte de possession. Il est fait appel à eux pour désenvoûter une personne, durant des cérémonies caractéristiques et gardées secrètes, que l'on appelle des lilas, largement pratiquées dans la ville d'Essaouira.

## Dans l'islam
Les djinns sont fréquemment mentionnés dans le Coran. Une sourate distincte leur est dédiée (sourate 72). La prédication du prophète Mahomet est explicitement valable non seulement pour les Hommes, mais aussi pour eux. Ils ont été conçus dans l'histoire de la création coranique à partir du « feu sans fumée » (Sourate 55:15). Comme les humains, ils auraient été « créés pour servir Dieu » (Sourate 51:56). De plus, il y en a des croyants et des non-croyants. Ces derniers sont censés aller en enfer (sourate 6: 128; sourate 11: 119; sourate 32:13; sourate 41:25). Au temps du Prophète, certains djinns ont découvert lors d'une réunion qu'ils ne pouvaient plus entendre les anges parler. Ils sont sortis pour savoir pourquoi. Ils ont trouvé Mohammed qui lisait le Coran. Cela s'est produit parce que le Prophète a révélé le Coran. Ces djinns se sont convertis à l'islam parce qu'ils avaient maintenant appris tout ce qu'ils avaient besoin de savoir (sourate 72: 1-19; sourate 46: 29-32).
Al Baidawi, un érudit islamique du XIIIe siècle, a consigné diverses déclarations dans son tafsir (exégèse coranique), les notions d'identité des djinns qui étaient courantes à l'époque. D'une part, ils pourraient être des corps invisibles dans lesquels prédominerait la nature du feu et de l'air. D'un autre côté, ils pourraient consister en des êtres purement spirituels ou les âmes désincarnées des défunts qui resteraient à Barzakh (en) jusqu'au jour de la résurrection. Selon le Coran, ils vivaient sur Terre avant les Hommes, sous le règne de « Ibn Jann ». Quand Dieu annonça aux anges dans la sourate 2:30 qu'il voulait créer des successeurs, ce furent les humains qui furent choisis. Les djinns d'origine furent donc chassés par une armée d'anges sous le commandement d'Iblis. En raison de cette rivalité, leurs relations avec les humains seraient souvent mauvaises.
Toutefois, le cheikh Si Hamza Boubakeur dénote dans son essai d'exégèse coranique, une divergence à propos même de leur existence. Il cite à ce sujet l'historien Ibn Khaldun et le philosophe Avicenne, pour qui les djinns ne seraient finalement qu'un symbole imagé, et non des créatures en tant que telles, voire des allégories à proprement parler. Ibn Khaldun inclut cette théorie en ce qui concerne toutes les créatures et révélations célestes citées par Dieu dans le Coran.

## Dans d'autres traditions
Dans la mythologie Guanche de Tenerife dans les îles Canaries, il y a une croyance en des êtres qui sont semblables à des génies, tels que les Maxios (génies inférieurs ou domestiques) et les Tibicenas (mauvais génies) ainsi que le diable Guayota (dieu maléfique autochtone). Celui-ci, comme avec le Iblis arabe, est identifié parfois à un djinn. Les Guanches sont d'origine berbère et partagent notamment des similitudes avec les Chamito-Sémites issus d'autres endroits de la région MOAN.

## Homophonie
Malgré la similarité phonétique, renforcée par la confusion présente dans les traductions d’Aladin ou la Lampe merveilleuse, le mot « génie » n'est pas une francisation du mot « djinn ». Le terme « génie » vient du latin « genius », lui-même issu du grec « γεννάν », gennán, « générer, former ». En latin, le mot « genius » renvoie à une « divinité tutélaire » et, au sens figuré à une « inclination, talent ». Dans ce sens, il représente donc la capacité d'action d'un état ou d'une personne. En français, le terme est en général pris dans le sens latin de talent ou d'aptitude, « génie civil », « génie militaire ». Utilisé seul, il désigne également une personne dotée d'une habileté remarquable, d'une aptitude supérieure de l'esprit. Notons que le mot « genius », via le sens grec de « générer, former » est également à la racine de plusieurs termes en français (ingénieur, géniteur, gène, génétique, etc.) et dans les autres langues latines. Il est possible que des écarts de traductions aient amené des confusions entre deux entités bien distinctes : le « genius » et le « djinn », d'où une version édulcorée du génie oriental.
Il faut toutefois relever la similitude possible de sens entre ces deux termes, si l'on considère le sens premier de génie: « divinité tutélaire ». C'est ainsi que le Dictionnaire du Coran traite la notion de djinn dans l'article intitulé Génies.
Le mot est également ambigu en Islam. D'une part, il désigne le genre « Djinn », d'autre part c'est un terme général pour les êtres surnaturels, y compris les démons, les géants (Dive) et autres êtres invisibles. Quant à la différence entre les anges et les djinns, elle n'est pas toujours très claire. C’est une ambiguïté qu’on trouve de façon très nette dans Iblîs, que le Coran qualifie parfois d'ange (Al-Baqara, v. 34), parfois de génie (Al-Kahf, v. 50)
Il ne faut pas confondre le terme djinn (جِنّ [ğinn]) avec le terme perse Djans (جان [ğān]) qui signifie « l’esprit individuel d'un être », et qui est différent des Esprits de Groupe (روح [rūḥ]), terme d'origine sémitique (רוח [rox]).

## Dans les arts

### Dans la littérature

#### LesMille et Une Nuits
Plusieurs contes des Mille et Une Nuits font intervenir des djinns :
Aladin ou la Lampe merveilleuse, exemple le plus connu, met en scène un jeune garçon découvrant deux génies, habitant l'un un anneau et l'autre une lampe à huile et qui obéissent à ceux qui portent ces objets. Celui qui se présente comme étant l'esclave de l’anneau est capable de transporter son maître n'importe où, mais pas de déplacer son palais. C'est en revanche le cas de celui de la lampe, qui est d'ailleurs à l'origine de sa construction en une nuit et qui peut faire apparaître toutes sortes de richesses. Tous deux sont prêts à obéir aux ordres qu'on leur donne. Toutefois, quand Aladin, manipulé par le frère du premier sorcier, lui demande un œuf de rokh, le djinn entre dans une colère noire. Il explique que cette créature est son maître et que, si cette demande venait du garçon, il l'aurait réduit en cendre pour le punir d'un tel attentat.
Le Conte de 'Alî al-Misrî met aussi en scène un héros devenant riche grâce à deux djinns.
Le Conte de la Ville de Cuivre raconte comment le roi d'une île lointaine, refusa d'obéir à Salomon. Tous deux se firent alors la guerre, aidés par leurs djinns. Le second, le seul ayant reçu de Dieu le pouvoir de contrôler les djinns grâce à son anneau comportant un sceau, fut vainqueur ; il enferma alors les djinns rebelles dans des vases de cuivre scellé au plomb grâce à son bijou, sauf un (celui qui encouragea le roi à désobéir), qu'il emprisonna dans une colonne. Lorsque l'un d'eux est délivré de son vase, il s'écrie alors : « Je me repends, ô prophète de Dieu ! ». De tels objets abondent sur la côte au nord-ouest de l'Afrique, régulièrement repêchés par les habitants devenus blasés.
Le Conte du pêcheur et du démon présente un djinn enfermé de cette manière : lui et Sacar avaient en effet refusé d'obéir à Salomon. Son vase, comme les autres, furent alors jetés à la mer. Plus de mille huit cents ans après, il fut accidentellement libéré par un pêcheur l'ayant sorti de l'eau. Mais, rancunier à cause de son emprisonnement, il se promit de tuer quiconque le sortirait de là. Le malheureux rusa en s'étonnant que le djinn puisse rentrer dans un objet si petit. Celui-ci, voulant le prouver, il se changea en fumée et rentra dans le vase, avant d'être de nouveau coincé par le pêcheur. Il le supplia de le faire sortir en échange de la promesse de lui révéler comment le rendre riche : lorsqu'il sortit pour la deuxième fois, il jeta son vase à la mer pour ne plus être enfermé et tint sa promesse.
Le Marchand et le Démon présente une situation similaire : un marchand s'arrête en cours de voyage dans une oasis et mange des dattes dont il crache les noyaux au loin. De cette façon, il tue involontairement le fils d'un djinn qui passait dans les parages ; le père menace alors de le tuer pour vengeance. Le condamné réclame alors un délai d'un an pour régler ses affaires et dire adieu à sa famille, promettant de revenir sur place. Puis, alors que la mort est sur le point d'arriver, trois vieillards se présentent et réussissent chacun à obtenir du djinn le tiers de la vie du malheureux en échange du récit de leur vie extraordinaire, le sauvant ainsi.
Hassan de Bassorah montre le héros rencontrer des princesses djinns et épouser une d'entre elles. Celle-ci vient des îles Waq-Waq, parmi lesquelles se trouve le Pays des Djinns vivant en sept tribus.
Le Conte du roi Chahriar et de son frère le roi Chah Zaman met en scène deux rois frères trompés par leurs épouses, fuyant leur royauté. Ils rencontrent alors un immense djinn sortant de la mer et, effrayés, se cachent dans un arbre. La créature porte un coffre d'où sort une femme, qui s'allonge à ses côtés, sous l'arbre. Alors qu'il dort, elle aperçoit les deux hommes et menace de réveiller le djinn qui les tuera s'ils ne descendent pas. Elle lui raconte qu'elle en est l'époux et qu'il l'avait enlevée à son fiancé ; par jalousie, il la maintient enfermé depuis dans ce coffre, d'où il la sort de temps à autres. Elle en profite alors pour forcer d'éventuels hommes de passage à avoir des relations avec elle, réussissant donc malgré tout à le tromper.
Le Conte de 'Ajîb et de Gharîb met en scène plusieurs génies. L'un d'eux, Zalzâl, habite une idole, fait cracher des flammes et de la fumée par les orifices et conseille à un roi de tuer Gharîb qui convertit ses sujets à l'islam. Le vizir propose plutôt de lui faire subir un supplice du feu, mais la victime prie et s'en sort. C'est qu'elle a prié et, touché, le djinn l'a écouté avant de se convertir. Il a pour père Mouzalzil, qui habite les îles du camphre ; celui-ci adore un veau enchanté, qui est son Dieu. Le fils tente de convertir son père qui, fâché, menace de tuer Gharîb en l'envoyant dans la vallée des flammes, mais ce dernier profite du sommeil du djinn qui l'emporte pour le tuer. Puis, restant sept ans dans l'île fertile, ses cheveux poussent : deux djinns de passage le prennent pour un des leurs et il les détrompe. L'un d'eux accepte de le ramener chez lui, mais il l'emporte si haut qu'il peut entendre les anges ; le djinn est alors poursuivi par une flèche de feu et le réduit en cendres.
L'Histoire de Zobéïde, enchâssée dans l'Histoire du troisième calender (elle-même dans le Conte du portefaix et des trois dames), rencontre un serpent poursuivi par un dragon. Prise de pitié, elle tue le dragon d'un coup de pierre et le serpent s'envole. Elle s'endort ensuite et, à son réveil, aperçoit près d'elle une jeune fille : c'est le serpent, qui est une djinne, qu'un djinn ennemi allait vaincre. En remerciement, elle aide l'héroïne et lui donne de ses cheveux, qu'il suffira de brûler pour la rappeler.
Le Conte de Jûdar et de ses frères met notamment en scène Mahmoud, né à Tunis. Il est l'élève d'un magicien âgé de trois siècles qui lui offre un jour un livre auquel sont soumis mille génies ; l'un d'eux est Sandja, qui sort de l'objet comme fumée pour prendre ensuite la forme d'un esprit à trois ailes, dont une au dos. Mais il se le fait voler par ses frères qui le conduisent dans son sommeil à une montagne. Réveillé, il rencontre un prêtre qui lui parle de l'île des corbeaux, gouvernée par le roi amalécite Nouman, dont les filles portent des peaux de poisson leur permettant de se rendre où elles veulent. Les noms sacrés inscrits dessus les protègent contre les génies en créant des colonnes de lumière leur barrant le passage. Puis, il apprend que son livre est caché dans le ravin des aigles, séparé par sept ports du mont Mokattam (Égypte), enfermé dans un coffre de laiton, à côté de l'épée que le prêtre Sintbest, élève d'une fille de Satich, le maître de tous les magiciens, a couverte de formules talismaniques et qui permet de vaincre les hommes et les génies (et soumettre cinq cents de ces derniers). Plus tard, avec Jûdar, il rencontre et libère le noir Abdallah, cadi des génies musulmans aux nombreux enfants. Après quelques rencontres, ils se rendent au château de Darouma. Celle-ci, qui réunit en elle les privilèges des génies et des hommes est la fille d'un roi des génies, Kaschouch, fait de feu et de la fille du roi Schamkour. Leur union fut possible grâce à un onguent empêchant le père de brûler la mère.

#### Autres œuvres
La croyance aux djinns fait partie du folklore orientaliste, et ceux-ci sont fréquemment utilisés dans les arts européens qui relèvent de ce mouvement. Le plus fameux exemple est sans doute le célèbre poème Les Djinns de Victor Hugo, publié en août 1829 dans Les Orientales.
Les djinns sont également au centre de différentes œuvres littéraires: la nouvelle L'Étrange Affaire du djinn du Caire, le roman Maître des djinns de l'auteur américain P. Djèlí Clark ainsi que le roman La Cité de laiton de S. A. Chakraborty (en). On peut encore mentionner, la Trilogie de Bartiméus de Jonathan Stroud, Les puissances de l'invisible de Tim Powers, et la saga Les Enfants de la lampe magique de Philip Kerr. Le Djinn dans l'œil-de-rossignol est un roman d'A. S. Byatt paru en 1994, adapté en film en 2022 par George Miller sous le titre de Trois mille ans à t'attendre, où l'héroïne rencontre un génie.
Les personnages principaux de la série Les Enfants de la lampe magique de Philip Kerr (2004-2009) sont des djinns.

### Jeux vidéo
Les djinns sont des créatures que l'on rencontre souvent dans les jeux vidéo, par exemple dans la série Heroes of Might and Magic depuis l'opus 3, où les efrits sont des créatures démoniaques opposées aux djinns, qui évoluent en génies[réf. nécessaire].
Autre apparition notable, le « NightStalker » dans le jeu vidéo Dota 2 , qui est présenté comme un Djinn voyant ses aptitudes renforcées à la tombée de la nuit.

### Film
- The Djinn, de David Charbonier et Justin Powell, 2021. Né muet, Dylan a emménagé dans une nouvelle maison avec son père à l'automne 1989. En fouinant, il tombe sur un ancien livre de sorcellerie. Seul une nuit, Dylan ouvrit le livre et décida de poursuivre le rituel du vœu qui y était décrit, lui permettant d'invoquer une divinité qui exaucerait tous ses souhaits. Le garçon ignore l'avertissement, et s'il obtient son souhait, l'elfe peut facturer au pétitionnaire un prix exorbitant en retour[18].

- Three Thousand Years Longing, de George Miller, présente l'histoire d'un djinn, ses multiples maîtresses et emprisonnements.
- Jinn, ou Djinns au Québec, est une série télévisée jordanienne en cinq épisodes d'environ 33 minutes créée et produite par Mir-Jean Bou Chaaya, Elan Dassani et Rajeev Dassani, aux côtés de Christian Bou Chaaya et Lucien Bou Chaaya, et mise en ligne le 13 juin 2019 sur Netflix. Jinn est très controversée en Jordanie à cause d'éléments perçus comme immoraux. Certaines agences gouvernementales menacent même de censurer la série[1]. La série suit l'histoire d'un groupe d'adolescents étudiant dans une école privée à Amman. Ils partent en exploration à Pétra, une cité connue pour être la maison d'anciens démons ainsi que le lieu de phénomènes étranges[1]. Le quotidien du groupe est bouleversé lorsqu'une figure spirituelle apparaît, invoquée accidentellement par Mira[2]. Ils doivent alors tenter d'arrêter le jinn avant qu'il ne détruise le monde.
- Le film Azur et Asmar, de Michel Ocelot, prend pour intrigue la quête de la Fée des Djinns. Celle-ci apparaît, entourée d'une multitude de djinns, à la fin du film.
- La quadrilogie de films horrifiques Wishmaster met en scène un Djinn délivré d'une Opale de Feu, capable de prendre forme humaine, dont le but est de soutirer trois voeux à un humain afin de libérer sur Terre une horde de Djinn.

### Peinture
Si l'art musulman est traditionnellement peu porté sur la représentation graphique et les djinns, invisibles, de piètres modèles de peinture, on rencontre toutefois quelques djinns dans la miniature persane et surtout dans les toiles des maîtres de l'orientalisme nord-européen du XIXe siècle.

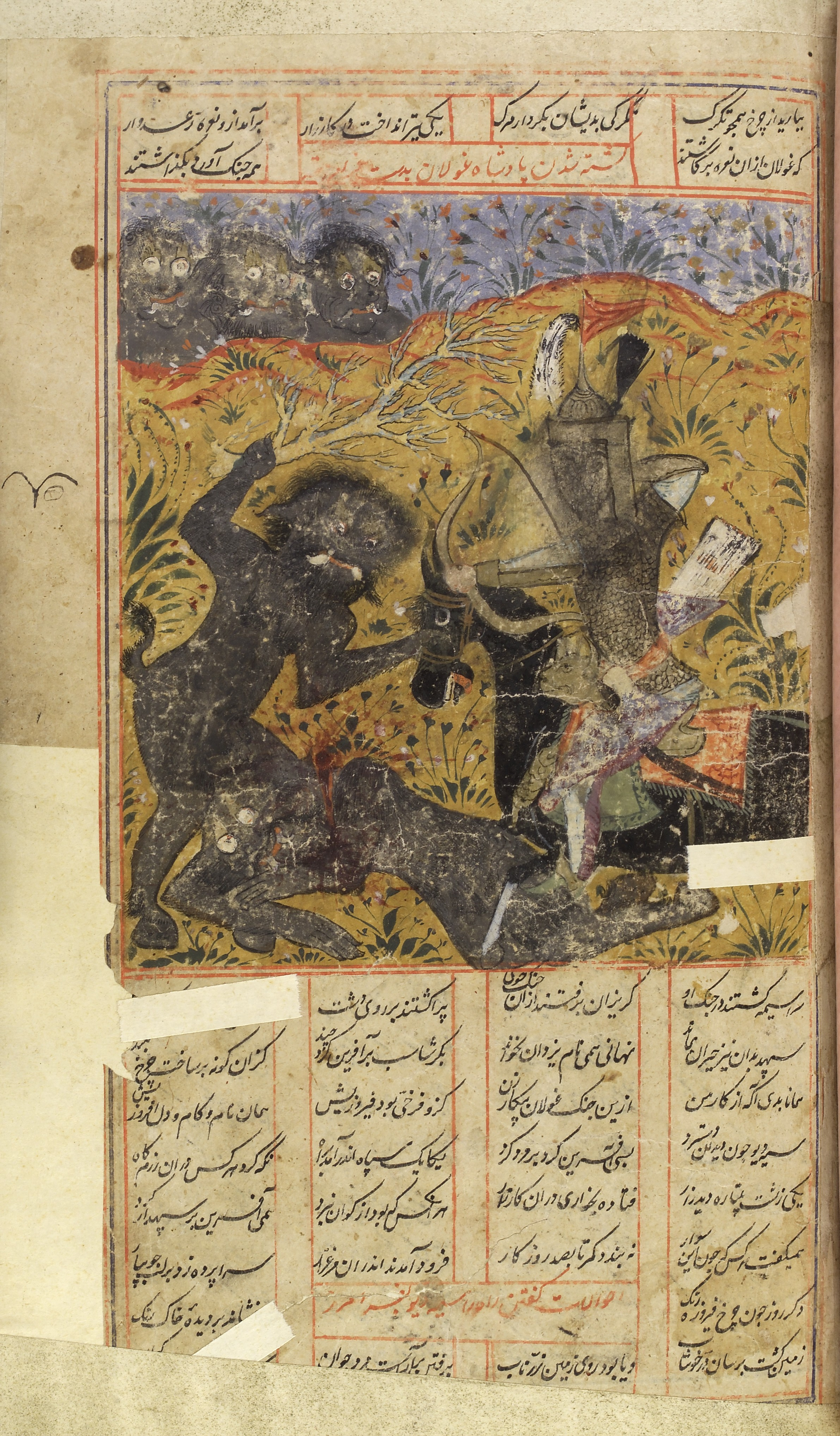
Miniature persane du Xe siècle.
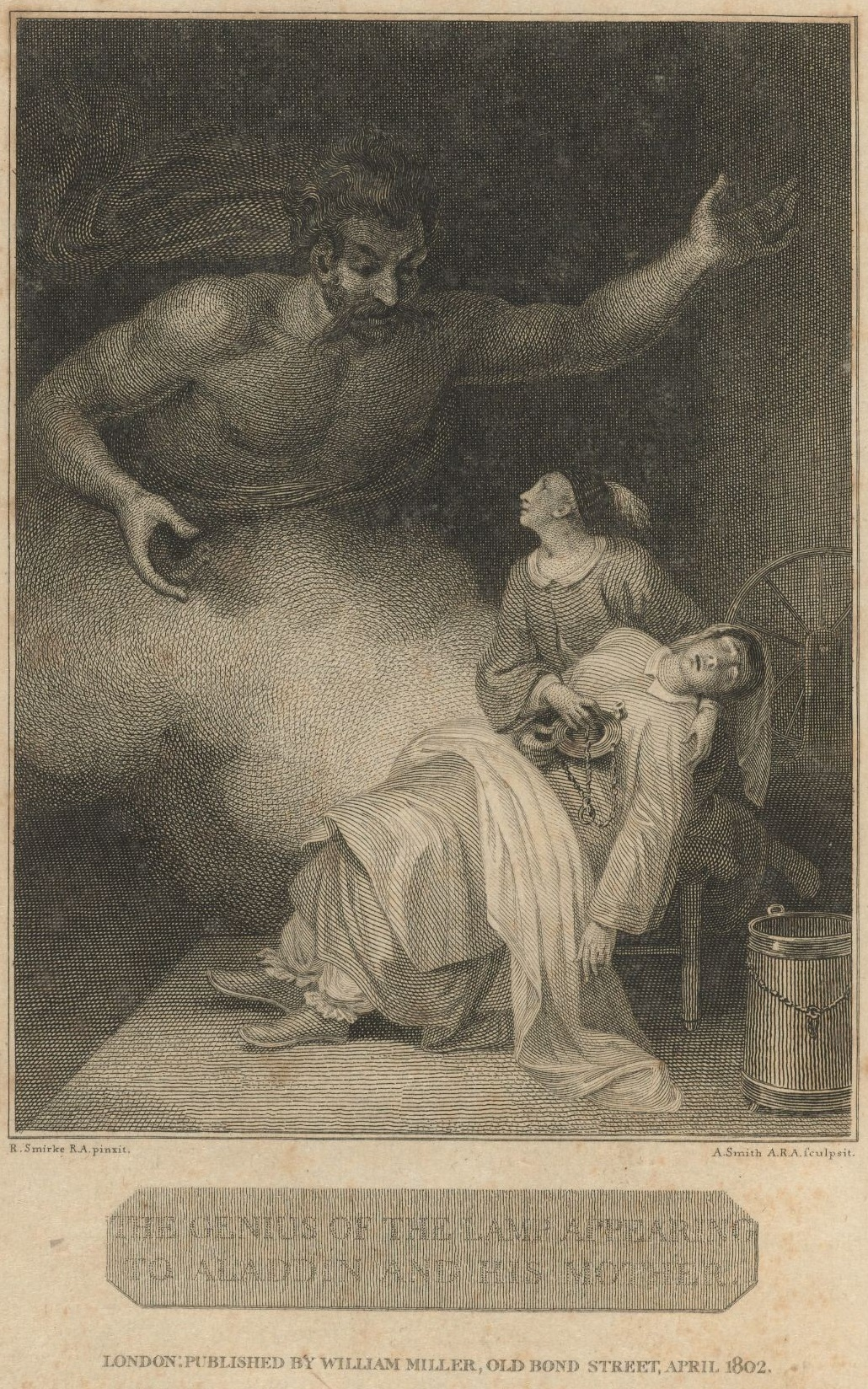
Illustration pour le conte d'Aladin, 1802.
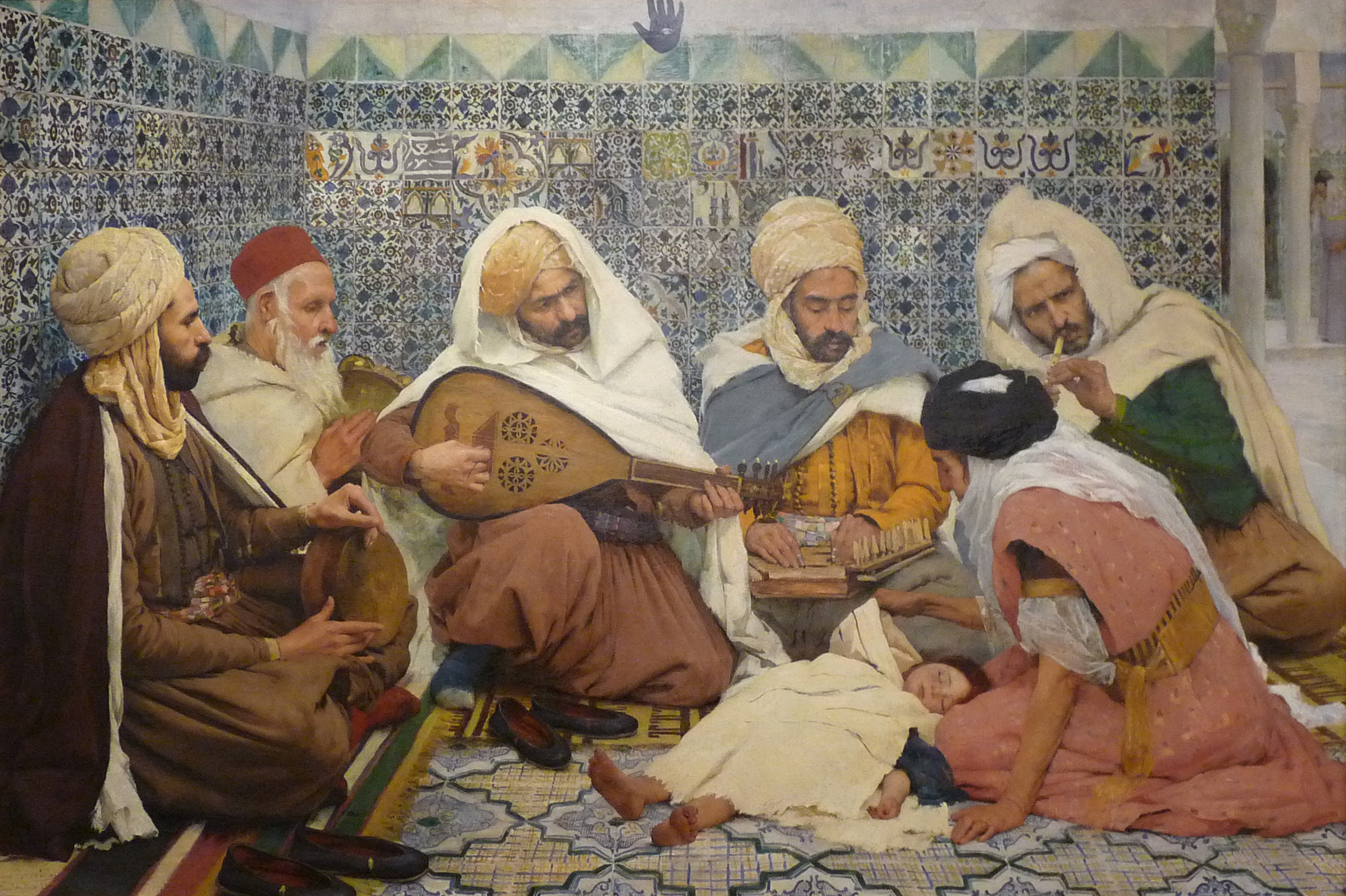
André Brouillet, L'Exorcisme : Musiciens arabes chassant les djinns du corps d'un enfant, 1884.